# Dudley (Geòrgia)
Dudley és una població dels Estats Units a l'estat de Geòrgia. Segons el cens del 2000 tenia 447 habitants.

## Demografia
Segons el cens del 2000, Dudley tenia 447 habitants, 189 habitatges, i 130 famílies. La densitat de població era de 55,3 habitants/km².
Dels 189 habitatges en un 28,6% hi vivien nens de menys de 18 anys, en un 58,2% hi vivien parelles casades, en un 10,1% dones solteres, i en un 30,7% no eren unitats familiars. En el 29,6% dels habitatges hi vivien persones soles el 13,8% de les quals corresponia a persones de 65 anys o més que vivien soles. El nombre mitjà de persones vivint en cada habitatge era de 2,37 i el nombre mitjà de persones que vivien en cada família era de 2,92.
Per edats la població es repartia de la següent manera: un 22,6% tenia menys de 18 anys, un 7,2% entre 18 i 24, un 32% entre 25 i 44, un 23% de 45 a 60 i un 15,2% 65 anys o més.
L'edat mediana era de 38 anys. Per cada 100 dones de 18 o més anys hi havia 79,3 homes.
La renda mediana per habitatge era de 41.442 $ i la renda mediana per família de 48.750 $. Els homes tenien una renda mediana de 40.893 $ mentre que les dones 26.000 $. La renda per capita de la població era de 19.803 $. Entorn de l'11,5% de les famílies i el 12% de la població estaven per davall del llindar de pobresa.

## Poblacions més properes
El següent diagrama mostra les poblacions més properes.